# Клутье, Жиль
Жиль Жорж Клутье (фр. Gilles George Cloutier; 27 июня 1928, Квебек — 13 мая 2014) — канадский учёный-физик, специалист в области микроволновой оптики и физики плазмы. Как научный администратор занимал посты научного директора и вице-президента Электрической компании Квебека, президента Канадской ассоциации физиков, президента Исследовательского совета Альберты и ректора Монреальского университета. Член Королевского общества Канады с 1976 года, в 1994 году стал компаньоном ордена Канады.

## Образование и исследовательская работа
Жиль Клутье, уроженец Квебека, начинал своё высшее образование в университете Лаваля, где получил степень бакалавра в 1949 и бакалавра прикладных наук (по физике) в 1953 году. В течение года проработав в Совете по оборонным исследованиям над вопросами реактивных топлив, Клутье поступил на вторую степень в Университет Макгилла в Монреале, где его наставником стал специалист в области физики плазмы Джордж Бекефи. В 1956 году Клутье получил степень магистра с работами по микроволновой оптике и физике антенн, а затем, переключившись на физическую химию, опубликовал серию работ в области масс-спектроскопии, завершившуюся получением степени доктора философии в 1959 году.
По окончании учёбы Клутье присоединился к исследовательским лабораториям RCA Victor в Монреале, где работал над проблемами в области физики плазмы. За четыре года он опубликовал 11 работ и зарекомендовал себя как успешный руководитель исследовательских групп. Его новаторская работа об охлаждающем влиянии гексафторида серы на плазму положила начало изучению низкотемпературных плазм в электроотрицательных газах. В этот же период Клутье заинтересовался проблемами поведения антенн в плазме и внёс значительный вклад в методику симуляции в лабораторных условиях поведения антенн в плазменной среде.
В 1963 году Клутье перешёл из RCA в Монреальский университет, где создал исследовательскую группу по физике плазмы. Под его руководством эта группа получила известность своими исследованиями движущихся страт в плазме и вкладом в методологию диагностики плазмы, в том числе космических измерений. К концу 1960-х годов он был автором или соавтором примерно 30 научных публикаций в различных областях физики. В этот период он участвовал также над работой по запуску одного из первых канадских космических зондов.

## Карьера научного администратора
С 1965 по 1967 год Жиль Клутье активно участвовал в работе научного павильона для школьников Монреальской всемирной выставки, в 1966 году став председателем комитета по его эксплуатации и получив в 1967 году за свою деятельность медаль «Столетие Канады». В 1968 году Клутье присоединился к только что образованному Исследовательскому институту Hydro-Québec (Электрической компании Квебека) в качестве директора по научной инфраструктуре. В его задачи в этом качестве входили разработка исследовательской программы, набор штата и планирование исследовательских лабораторий института. С 1970 года он занимал пост председателя исполкома Франкоканадской ассоциации за развитие науки (ACFAS), а в следующем году был избран президентом Канадской ассоциации физиков. В этом же году Клутье возглавил отдел исследований Исследовательского института Hydro-Québec, а в 1974 году стал заместителем его директора. В период нахождения на этом посту Клутье, проявлявший интерес к альтернативным источникам энергии в условиях топливного кризиса, инициировал подготовку крупномасштабного гидроэнергетического проекта «Залив Джеймс».
Через четыре года Клутье покинул Квебек, став президентом Исследовательского совета Альберты. Эту должность он занимал до 1983 года, затем на короткое время вернувшись в Электрическую компанию Квебека, где занимал пост вице-президента по технологии и международным связям. В 1985 году Клутье был избран ректором Монреальского университета. По словам Ги Бретона — одного из администраторов, позднее занимавших этот пост — именно при Клутье были сделаны ключевые шаги по демократизации университетской структуры и отказу от жёсткой иерархии управления. Клутье ввёл в практику ежегодные отчёты ректора перед университетской ассамблеей. Атмосферу открытости он развивал и в отношениях с другими учреждениями высшего образования. На посту ректора он способствовал открытию при университете управления по международному сотрудничеству (1985) и управления по межуниверситетским связям (1987); при нём также начали работу Центр этнических исследований (в 1992 году) и студенческая радиостанция CISM. Клутье занимал посты председателя Конференции ректоров и директоров высших учебных заведений Квебека и вице-президента Ассоциации полностью или частично франкоязычных университетов.
Клутье оставался на посту ректора Монреальского университета до 1993 года. В 1997 году министр промышленности Канады Джон Мэнли, назначая первых шестерых членов Канадского инновационного фонда, включил Клутье в их число, а в 1998 году премьер-министр Канады Жан Кретьен назначил его вице-председателем Консультативного совета по науке и технологии.
Жиль Клутье умер в мае 2014 года, оставив после себя вдову, пятерых детей и шестерых внуков.

## Награды и звания
- Медаль «Столетие Канады» (1967)
- Офицер Национального ордена Квебека (1989)
- Офицер ордена Канады (1981); произведён в компаньоны ордена Канады в 1994 году[8]
- Кавалер ордена Почётного легиона[5]

Жиль Клутье носил титул почётного доктора Монреальского, Альбертского и Лионского университетов. В 1976 году он был избран членом Академии наук Королевского общества Канады.